# Amt Rantzau
Het Amt Rantzau is een Amt in de Duitse deelstaat Sleeswijk-Holstein. Het omvat tien gemeenten in de Kreis Pinneberg. Het bestuur voor het Amt is gevestigd in de stad Barmstedt. Die stad maakt zelf geen deel uit van het Amt.

## Deelnemende gemeenten
1. Bevern
2. Bilsen
3. Bokholt-Hanredder
4. Bullenkuhlen
5. Ellerhoop
6. Groß Offenseth-Aspern
7. Heede
8. Hemdingen
9. Langeln
10. Lutzhorn

## Geschiedenis
In 1948 werd het Amt Rantzau gesticht. De naam verwijst naar het historische graafschap Rantzau dat ontstond in 1649. Dit rijksgraafschap bestond tot 1726, toen de regerende rijksgraaf werd vermoord en de Deense koning het gebied aan zich trok.